# Femmina (singolo Francesco Sarcina)
Femmina è un singolo del cantautore italiano Francesco Sarcina, pubblicato il 22 aprile 2015 come primo estratto dall'album omonimo.

## Video musicale
Il videoclip è stato pubblicato il 27 aprile 2015 sul canale Vevo-YouTube del cantante.